# Onderzoeksgerecht
Een onderzoeksgerecht is in België een rechtbank die tijdens het gerechtelijk onderzoek toeziet op het verloop van het onderzoek en die, na het beëindigen van het onderzoek, de verdachte verwijst naar het vonnisgerecht. De onderzoeksgerechten zijn de raadkamer en de kamer van inbeschuldigingstelling.
De onderzoeksgerechten oefenen op grond van de Wet Voorlopige Hechtenis toezicht uit op het verloop van de voorlopige hechtenis. De raadkamer oordeelt in eerste aanleg, de kamer van inbeschuldigingstelling in hoger beroep
De onderzoeksgerechten treden op als vonnisgerechten wanneer zij de internering gelasten van een geestelijk gestoorde verdachte. Deze bevoegdheid putten zij uit artikel 8 van de wet van 21 april 2007 betreffende de internering van personen met een geestesstoornis (Belgisch Staatsblad van 13 juli 2007).